# Круглик (річка)
Круглик — річка в Україні, у Коростенському районі Житомирської області. Ліва притока Ужу (басейн Прип'яті).

## Опис
Довжина річки приблизно 4,8 км.

## Розташування
Бере початок на південному сході від Жабчого. Тече переважно на південний схід і в Коростені впадає у річку Уж, праву притоку Прип'яті. 
Річку перетинають автомобільні дороги М21, Т 0613.